# Colonia Dignidad – Aus dem Innern einer deutschen Sekte
Colonia Dignidad – Aus dem Innern einer deutschen Sekte ist ein deutsch-chilenischer Dokumentarfilm von 2020, der die mehrere Jahrzehnte umfassende Geschichte der in Chile gegründeten deutschen christlichen Sekte Colonia Dignidad erzählt. Der Film erschien erstmals in einer vierteiligen Fassung bei Arte und wurde darüber hinaus auch in einer zweiteiligen Fassung im Ersten ausgestrahlt. Er enthält neben Interviews mit Zeitzeugen zahlreiche, zuvor unveröffentlichte, Originalaufnahmen aus der Colonia Dignidad.
Etliche Kritiker lobten das Werk, zum Beispiel als wichtig und herausragend. Andere hingegen beanstandeten es dafür, dass es den Colonia-Gründer Paul Schäfer fälschlicherweise als Alleinverantwortlichen für die in der Kolonie begangenen Verbrechen darstelle.

## Inhalt
Die Erzählung beginnt bei Paul Schäfers Jahren im Deutschland der Nachkriegszeit, in der er als Laienprediger tätig war, eine Gemeinde aufbaute und trotz sexuellen Missbrauchs von Jungen bei Siegburg ein Erziehungsheim für Kinder gründet, wo er weitere Jungen missbraucht. Der Film erklärt, wie es Schäfer auf der Flucht vor juristischen Ermittlungen gelang, mit Hilfe diplomatischer Kontakte und etlichen Mitgliedern seiner Gruppe nach Chile zu fliehen und dort die Colonia Dignidad zu gründen. Im weiteren Verlauf geht es um den Aufbau und Alltag der christlichen Sekte und die Bewirtschaftung des weitläufigen Grundstücks sowie um das strenge Regiment Schäfers, unter dem die Bewohner leben mussten. Eine wichtige Station der Dokumentation sind auch die politischen Umstände, unter denen Schäfer mit der Regierung Pinochet kooperierte und ihr auf dem Gelände der Colonia Dignidad beim Foltern und Töten politischer Gegner half. Der Film erwähnt zudem die Fluchtversuche mancher Bewohner des Areals, den  Einfluss Schäfers auf deutsche Diplomaten sowie schließlich die Zeit, als sich die Colonia Dignidad auch für chilenische Kinder geöffnet hat, und die lange erfolglosen Bemühungen der Polizei, den wegen Kindesmissbrauchs aufgefallenen Schäfer auf dem Gelände zu ergreifen.
Die Dokumentation enthält zahlreiche Interviews mit ehemaligen Bewohnern der Kolonie sowie historische Filmaufnahmen, die Mitglieder der Sekte innerhalb des Geländes gedreht haben.

## Entstehung
Der chilenische Regisseur Cristián Leighton hatte einst über mehrere Jahre hinweg die Siedler der Colonia Dignidad gefilmt. Eines Tages wandte sich Wolfgang Müller, der das Filmdepartment der Colonia leitete, an Leighton. Als Vertrauter von Paul Schäfer war Müller 2013 wegen Beihilfe zur Kindesentführung in Chile zu einer dreijährigen Bewährungsstrafe verurteilt worden. Müller übergab Leighton verbunden mit der Aussage, die Geschichte der Colonia müsse ausgewertet werden, eine große Menge an Filmrollen und Aufnahmen. Das Material befand sich zu der Zeit in einem sehr schlechten Zustand. Durch unterirdische Lagerung war es feucht, verschimmelt und kaputt. Es umfasste neben 9.000 Fotos rund 400 Stunden Film- und 100 zusätzliche Stunden Tonaufnahmen, die in einem Zeitraum von vier Jahrzehnten entstanden waren. 2016 wandte sich Leighton an die deutsche Filmproduktionsgesellschaft LOOKSfilm, in der die Entscheidung fiel, unter Verwendung des von Müller erhaltenen Materials die Geschichte der Colonia in einer Serie zu erzählen. Zu diesem Zweck musste das Material entgiftet, repariert, digitalisiert, restauriert, transkribiert und verschlagwortet werden.
An der Entstehung des Dokumentarfilms und der Auswertung des Materials haben die deutschen Journalisten Wilfried Huismann und Annette Baumeister maßgeblich mitgewirkt. Für die Dokumentation führten sie über 40, teils mehrtägige, Interviews mit Siedlern, Geheimdienst- und Justizmitarbeitern, Gefolterten, Geflohenen und Angehörigen der Menschen, die in der Colonia verschwunden waren. Über die Arbeit an der Dokumentation berichtete Baumeister in einem Presse-Interview, dass ihr jüngere Bewohner der Villa Baviera, wie die Colonia Dignidad mittlerweile heißt, offen und hilfsbereit begegnet seien, viele ältere hingegen misstrauisch und feindselig. Die Einteilung in Täter und Opfer sei ihr schwer gefallen.

## Veröffentlichung
Ihre deutsche Erstveröffentlichung hatte die Dokumentation am 10. März 2020 durch Ausstrahlung bei Arte und durch die Veröffentlichung als Video-on-Demand in der Arte-Mediathek. Diese Fassung besteht aus vier 52-minütigen Teilen mit einer Gesamtlaufzeit von 208 Minuten. Die Teile tragen die Titel Im Paradies, Lange Schatten, Blick in den Abgrund und Ans Licht.
Das Erste strahlte die Dokumentation danach in zwei 90-minütigen Teilen im Abendprogramm des 16. und 23. März 2020 aus und machte diese auch in der ARD Mediathek verfügbar. Die Teile heißen hier Aus dem Paradies in die Hölle und Aus der Finsternis ans Licht.
Am 29. Mai 2020 erschien die Dokumentation bei polyband Medien auf DVD.

## Reaktionen und Kritik
Ein Teil der Kritiker deutschsprachiger Medien bedachte den Film mit großem Lob. Zum Beispiel hieß es von Martin Thull in der Medienkorrespondenz, dass es sich um „Herausragendes Dokumentarfernsehen“ mit dem Vorzug handele, dass sich die Autoren jeglichen eigenen Kommentars enthielten und die Bilder und Töne für sich sprechen ließen. Der Zuschauer könne sich „angesichts der bewegenden Zeugenaussagen“ sein eigenes Bild machen. Die Frankfurter Rundschau pries das Werk für seine „präzise und eindrucksvolle Darstellung“ der Colonia Dignidad. Für den Kritiker des Standards gehöre die Dokumentation „ohne Frage zum Essenziellsten, was Fernsehen als Bildungsmedium zu leisten imstande ist.“ Der FAZ-Kritiker hob den Film als eines der wenigen deutschen „Fernsehereignisse“ des Jahres und als „erschütternd, faszinierend und absolut sehenswert“ hervor. Der Filmdienst vergab vier von fünf möglichen Sternen.
Dem Kritiker Tilmann P. Gangloff vom RedaktionsNetzwerk Deutschland zufolge zeige die Doku, dass die Wirklichkeit zumindest für Paul Schäfers Opfer noch schlimmer gewesen sei, als es die vorangegangenen fiktionalen Werke über die Colonia Dignidad – der Spielfilm Colonia Dignidad – Es gibt kein Zurück und die Fernsehserie Dignity – hätten zeigen können. Die Autoren Huismann und Baumeister hätten mit dem Film eine detaillierte Chronik von Schäfers Werdegang geliefert, an der besonders „erhellend“ sei, dass im Deutschland der Nachkriegszeit viele Kriegswitwen ihre Kinder in Schäfers Obhut gegeben hätten, weil sie deren Ernährung ungenügend hätten sicherstellen können.
Thull lobte auch, dass Huismann und Baumeister das umfangreiche Archivmaterial „verantwortungsvoll ausgewertet“ hätten. Den Umgang mit dem Material durch die beiden stellte Karsten Umlauf in einer Kritik im SWR2 jedoch in Frage. Denn dadurch, dass in der Dokumentation scheinbar „vor allem Kinder von Funktionären und ehemalige Vertraute Schäfers“ zu Wort kämen und „weniger die einfachen Bewohner oder chilenischen Diktatur-Opfer“, entstehe der Eindruck, Paul Schäfer sei „einsamer Schreckensherrscher“ und alle Anderen seien „mehr oder weniger seine Gefangenen“ gewesen. Das Werk laufe dadurch „Gefahr, eine Lesart zu verbreiten, die früheren Mittätern und ihren Nachkommen entgegenkommt und die einer echten Aufarbeitung der historischen Schuld entgegenwirkt.“ Ähnliche Kritik übten auch Autoren in anderen Medien. Ute Löhning etwa wies in der TAZ darauf hin, dass man über die Rolle des im Film mit interviewten, ehemaligen Colonia-Bewohners Günter Schaffrik bei der Rekrutierung chilenischer Kinder für Schäfers systematischen sexuellen Missbrauch kaum etwas erfahre, und kritisierte, dass die fehlende Kontextualisierung einerseits den anderen Opfern nicht gerecht werde und andererseits nahelege, dass Schäfer alleinverantwortlich für die Verbrechen sei.
Der Anwalt und ehemalige Colonia-Bewohner Winfried Hempel wurde bei SZ.de mit der Behauptung wiedergegeben, dass das Material aus der Colonia Dignidad entwendet und nach Argentinien geschmuggelt worden sei. In Kritiken wurde auch seine Forderung wiedergegeben, dass das Archivmaterial, das dem Dokumentarfilm zugrunde liegt, den Ermittlungsbehörden verfügbar gemacht werden müsse, auch, da es noch offene Verfahren gebe. Gunnar Dedio von der Produktionsgesellschaft LOOKSfilm wurde in Kritiken, die anlässlich der Erstveröffentlichung erschienen, mit der Ankündigung zitiert, das Archivmaterial künftig auch der Öffentlichkeit zugänglich zu machen.

## Auszeichnungen
- 2021: nominiert für den 57. Grimme-Preis in der Kategorie Information & Kultur[13]
- 2020: prämiert mit dem Preis der Deutschen Akademie für Fernsehen in der Kategorie Bester Dokumentarfilm[14]
- 2021: prämiert mit dem Robert-Geisendörfer-Preis in der Kategorie Fernsehen[15]